# Spanische Inlinehockeynationalmannschaft
Die spanische Inlinehockeynationalmannschaft (span. Selección masculina de hockey línea de España) ist eine Auswahl spanischer Spieler in der Sportart Inlinehockey (span. Hockey línea). Sie repräsentiert die Real Federación Española de Patinaje (RFEP, Königlich-spanischer Rollsportverband) auf internationaler Ebene. Bislang nahm die Mannschaft ausschließlich an Inlinehockey-Weltmeisterschaften der Internationalen Rollsport-Föderation (FIRS) teil, die besten Resultate waren die fünften Plätze in den Jahren 1996, 1997 und 2005.

## Resultate
Inlinehockey-Weltmeisterschaft
| Jahr | Resultat |
| ---- | -------- |
| 1995 |          |
| 1996 | 5. Platz |
| 1997 | 5. Platz |
| 1998 | 6. Platz |
| 1999 |          |
| 2000 | 6. Platz |
| 2001 | 6. Platz |
| 2002 |          |
| 2003 | 8. Platz |
| 2004 | 8. Platz |
| 2005 | 5. Platz |
| 2006 | 6.       |

| Jahr | Resultat  |
| ---- | --------- |
| 2007 | 7. Platz  |
| 2008 | 9. Platz  |
| 2009 | 7. Platz  |
| 2010 | 9. Platz  |
| 2011 | 9. Platz  |
| 2012 |           |
| 2013 |           |
| 2014 | 6. Platz  |
| 2015 | 6. Platz  |
| 2016 | 13. Platz |